# Karolin (rejon mostowski)
Karolin (biał. Караліно; ros. Королино) – wieś na Białorusi, w obwodzie grodzieńskim, w rejonie mostowskim, w sielsowiecie Dubno. Współczesna miejscowość obejmuje także dawną osadę Woronowszczyznę.
W dwudziestoleciu międzywojennym kolonia Karolin i osada Woronowszczyzna leżały w Polsce, w województwie białostockim, w powiecie grodzieńskim, w gminie Dubno. W 1921 Karolin zamieszkiwało 13 osób, a Woronowszczyznę 6 osób. Cała populacja obu miejscowości była Białorusinami wyznania prawosławnego.